# Intelsat 14
Intelsat 14 ist ein kommerzieller Kommunikationssatellit des Satellitenbetreibers Intelsat. Er wurde von der Firma Space Systems/Loral gebaut und am 23. November 2009 mit einer Atlas-V-Trägerrakete von der Cape Canaveral Air Force Station aus ins All befördert. Seine Lebensdauer beträgt voraussichtlich 15 Jahre.
Intelsat 14 ersetzt den acht Jahre vorher gestarteten Satellit Intelsat 1R (früher PAS-1R). Er soll Amerika, Europa und Afrika mit Daten, Sprach- und Videodiensten versorgen. Er verfügt außer der primären Kommunikationsnutzlast über eine IRIS (Internet Router In Space) genannte zusätzliche Nutzlast für die militärische Kommunikation per Internet-Protokoll.